# Edward B. Lewis
Edward B. Lewis (Wilkes-Barre, 20 mei 1918 – Pasadena, 21 juli 2004) was een Amerikaans geneticus en Nobelprijswinnaar.

## Biografie
Lewis werd geboren in Wilkes-Barre als tweede zoon van Laura Mary Histed en Edward Butts Lewis, een uurwerkmaker en juwelier. Zijn volledige naam zou aanvankelijk Edward Butts Lewis jr. worden, maar zijn ouders vergaten om dit op zijn geboorteakte in te vullen. Hij studeerde aan de Elmar L. Meyers High School en de Universiteit van Minnesota, alwaar hij in 1939 zijn Bachelor of Arts haalde in biostatistieken. Tevens werkte hij hier in het lab van C.P. Oliver aan onderzoek naar bananenvliegjes.
In 1942 ontving Lewis een Ph.D. van Caltech, waar hij werkte onder begeleiding van Alfred Sturtevant. Tijdens de Tweede Wereldoorlog werkte hij als meteoroloog bij de U.S. Air Force. In 1946 voegde hij zich weer bij de Caltech faculteit, ditmaal als docent. In 1956 werd hij er hoogleraar biologie en in 1966 Thomas Hunt Morgan Professor in Biology.
Onder de vele prijzen die hij had gewonnen bevonden zich de Thomas Hunt Morgan Medal (1983), de Gairdner Foundation International award (1987), de Wolf Foundation prize in medicine (1989), de Rosenstiel award (1990), de National Medal of Science (1990), de Albert Lasker Award for Basic Medical Research (1991), en de Louisa Gross Horwitz Prize (1992).

## Werk
Zijn onderzoek met bananenvliegjes (Drosophila melanogaster) begon reeds als hobby in zijn tienerjaren toen hij reageerde op een advertentie in het tijdschrift Science en hij een sample Drosophila per post bestelde. Bananenvliegjes zijn klein en reproduceren snel en zijn daarom een dankbare soort als modelorganisme. Zeventig jaar lang van zijn leven onderzocht, manipuleerde en experimenteerde hij met deze insecten.
Tijdens zijn onderzoek aan Caltech kruiste hij talloze vliegjes met elkaar en in 1964 ontdekt hij de correlatie tussen de volgorde van genen op het chromosoom tot specifieke lichaamsdelen, een genetisch blauwdruk waarvan later werd aangetoond dat deze bij alle diersoorten voorkomt. In 1982 identificeerde hij de "master control" genclusters die cruciaal zijn tijdens de vroege embryonale ontwikkeling – de zogenoemde homeobox-genen. Voor deze ontdekking won hij in 1995 won hij de Nobelprijs voor de Fysiologie of Geneeskunde, een prijs die hij deelde met Christiane Nüsslein-Volhard en Eric Wieschaus.
Daarnaast bestudeerde Lewis gedurende de jaren 1950 de effecten van verschillende soorten straling, zoals röntgenstraling, nucleaire fall-out en andere stralingsbronnen als mogelijk oorzaken van kanker. Hij bekeek medische rapporten van zowel de overlevers van de atoombommen op Hiroshima en Nagasaki, als van radiologen en patiënten die langdurig aan röntgenstraling waren blootgesteld. Hij concludeerde dat "gezondheidsrisico's van straling waren onderschat". Hij publiceerde artikelen hierover in Science en andere tijdschriften en maakte een presentatie voor een Congress-comité over atoomenergie in 1957.
Zijn belangrijkste ontdekkingen op het gebied van genetica, ontwikkelingsbiologie, straling en kanker zijn samengevat in het boek Genes, Development and Cancer, welke in 2004 uitkwam.